# 製販同盟
製販同盟（せいはんどうめい）とは経営学用語の一つ。
メーカーと卸売小売業者が取引関係に置かれているのではなく、小売が主導することによりプライベートブランドの開発を行うなど、協業関係を結ぶということ。製販同盟を結ぶことで相互がコストを削減できたり、顧客への新たな価値を提供することが可能となる。これまでに行われてきた製販同盟の事例としては、味の素とダイエー、花王とジャスコ、フィリップモリスとセブン・イレブンの関係が存在する。